# Tachina subpilosa
Tachina subpilosa là một loài ruồi trong họ Tachinidae.